# Lúg

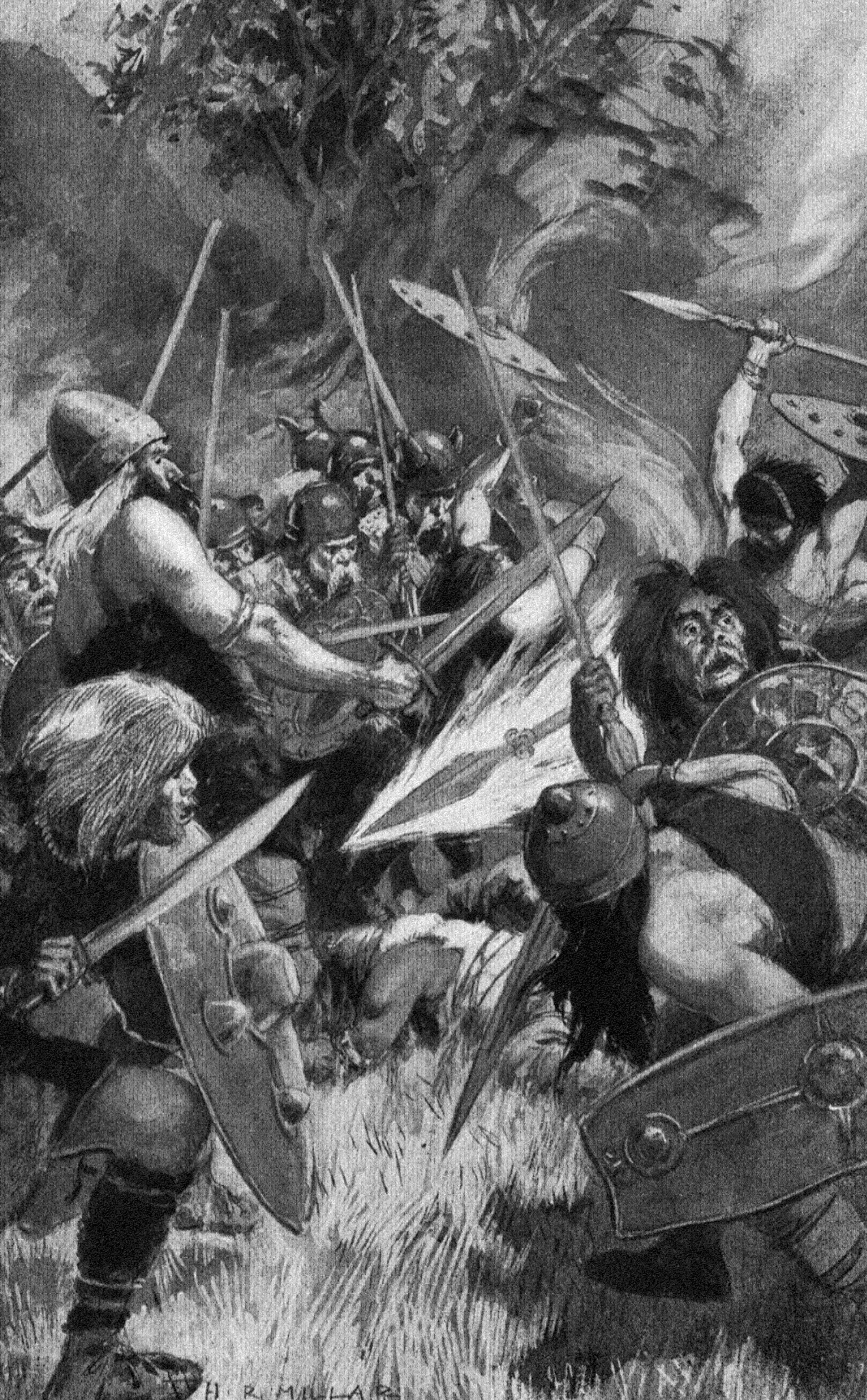
Lugh in battaglia, disegno di Harold Robert Millar

Lúg o Lugh (in antico irlandese Lúg, medio irlandese Lúgh, irlandese moderno Lú) è una divinità celtica. Preminente soprattutto nella mitologia irlandese, dove è un membro dei Túatha Dé Danann, è presente anche nella mitologia celtica con il nome di Lugus, e in quella gallese, con il nome di Lleu Llaw Gyffes. I suoi epiteti principali sono Lámfada (dal lungo braccio) e Samildánach (simpolitecnico).
Lúg è un dio sacerdotale e militare che protegge i mercanti, i viaggiatori e i ladri. È associato all'abilità e alla maestria in molteplici discipline, comprese le arti. È anche associato ai giuramenti, alla verità e alla legge, e alla legittima regalità. Per queste ragioni, è stato equiparato sia ad Apollo che a Mercurio.
A Lúg è dedicata la festività celtica di Lughnasadh.

## Mitologia
Secondo la mitologia, Lúg era figlio di Cian dei Túatha de Danann e di Ethniu, figlia del re fomoriano Balor.
Secondo il poema medievale irlandese Baile Suthain Sith Eamhna, fu allevato a Emain Ablach, mitico paradiso insulare della mitologia irlandese, spesso identificato con l'Isola di Man o l'Isola di Arran.
Eccelleva in tutte le arti e le tecniche, e per tale motivo, il re Nuada gli cedette il trono dei Túatha Dé Danann durante guerra contro i fomoriani. Venne quindi dichiarato re supremo d'Irlanda.
Possedeva uno dei quattro tesori d'Irlanda, l'invincibile lancia Slèabua, della quale si dice che il possessore non potesse mai essere sconfitto.
Veniva spesso raffigurato con la lancia in mano, biondo e senza barba, della quale si dice fosse sprovvisto anche il figlio Cú Chulainn.
Lúg è considerato il dio della luce, e veniva chiamato "dio delle mille arti". Troviamo sue apparizioni nei testi che narrano della storia dell'Irlanda, pre-umana, dove si racconta che Lúg assunse il comando dei Túatha Dé Danann, spiriti figli della dea Danu, per combattere contro i demoni chiamati fomoriani.
Lúg fu anche padre di un semidio, Cú Chulainn, detto il Mastino dell'Ulster. Lúg rapì la madre di Cú Chulainn, Deichtine, il giorno delle sue nozze, portandola nel suo castello. Il figlio che nacque possedeva una forza sovrumana e una grande abilità con le armi. Durante i combattimenti, il Mastino dell'Ulster era preso da una follia divina che lo rendeva invincibile e gli faceva perdere completamente il controllo: la Riastartha. Cú Chulainn è una figura prominente nel ciclo dell'Ulster della mitologia irlandese, ed è considerato il più grande guerriero irlandese.

## In Europa
In Gallia Lúg corrisponde probabilmente a Lugus. Si ritrova nelle forme romanizzate di Mercurius Artaios "protettore dell'orso" e Mercurius Moccus "protettore del cinghiale", le due figure non hanno però valenze naturistiche, bensì regali, infatti orso e cinghiale sono animali simbolo di regalità.
Diverse località, a lui sacre, portarono il suo nome: si conoscono infatti diverse Lug-dunum ("fortezza di Lúg"), diversi Lugdunum erano nell'attuale Francia: l'attuale Lione, ma anche Loudun, Laon (Lugdunum Clavatum) e Saint-Bertrand-de-Comminges (Lugdunum Convenarum); inoltre vi era un Lugdunum Batavorum alle foci del Reno, probabilmente l'attuale Katwijk-Brittenburg (in epoca rinascimentale Lugdunum Batavorum venne impiegato per rendere in latino il nome della città olandese di Leida, poco distante). 
Similmente, dalla parola latina lux, lucis ("luce"), da cui lucus, luci ("bosco sacro"), deriva il nome della città di Lugo in Spagna (il cui nome originale era Lucus Augusti). Sia la parola latina lux, lucis che il dio della luce Lúg sembrano richiamare la radice protoindoeuropea leuk ("luminosità").
In Italia il nome Lugo è presente nelle provincie di Ravenna, Venezia, Reggio Emilia, Verona, Vicenza. In Piemonte, il nome di Lu, piccolo paese collinare in provincia di Alessandria, sembra derivi da questa divinità..
Nella vicina Svizzera la città di Lugano sembra avere la stessa radice.

## Lúg nella cultura di massa

### Televisione
- Nella seconda stagione della serie tv American Gods si scopre che il leprecauno Mad Sweeney in passato era re Lúg, divinità del sole. Mad Sweeney è interpretato da Pablo Schreiber.